# Daniel Smutny
Daniel Smutny (* 1976 in Mannheim) ist ein deutscher Komponist.

## Leben
Smutny errang bereits in frühen Jahren Anerkennung für seine kompositorische Arbeit. Er studierte, nachdem er Wettbewerbe für junge Komponisten gewonnen hatte, von 1996 bis 2001 bei Hans Zender, Isabel Mundry und Bernhard Kontarsky an der Hochschule für Musik und Darstellende Kunst Frankfurt am Main (HfMDK Frankfurt).
Nach seinem Studium lebte er als freischaffender Komponist in Berlin, München und Leipzig. Ab 2009 war er zudem als freier Kurator, Festivalleiter und künstlerischer Leiter tätig, für das Festspielhaus Hellerau und den MDR. Von 2010 bis 2012 initiierte, kuratierte und leitete er das "Neue Festival für Musik sinwald".
Von 2013 bis 2019 lehrte Daniel Smutny an der Hochschule für Musik Detmold Komposition und angrenzende theoretische Fächer, ab 2017 zusätzlich an der Hochschule Ostwestfalen-Lippe (HS-OWL) im Masterstudiengang „Audiovisual Arts Computing“. Ab 2018 lehrte er zudem an der Hochschule für Künste Bremen (HfK Bremen) Komposition.

## Schaffen
Smutnys musikalisches Schaffen zeichnet sich durch eine vielschichtige Suche nach hybrider Identität und geistesgeschichtlicher Verortung aus. Seine Werke sind hierbei in den letzten Jahren stilistisch sehr unterschiedlich gewesen, was der Komponist als eine genuine authentische künstlerische Thematisierung auffasst. Seit mehreren Jahren ist die Vokalmusik ein Schwerpunkt seiner Arbeit neben der elektroakustischen Erweiterung instrumentaler Besetzungen in speziellen Raumklangzuspielungen.
Seit einigen Jahren arbeitet Smutny verstärkt an der Integration heterogener Mittel in einer dekonstruktivistischen Rezeption musikalischer Geschichte(n), die er im Kontext der Digitalisierung permanent kritisch liest, neu mit persönlichem Sinn auflädt und die Aspekte der Umräume, der Entstehungs- und Herkunftskonflikten der fremd vergangenen Musik, mit der er sich kritisch-reflektorisch auseinandersetzt, thematisiert. Für ihn stehen hierbei eine performative Neubeschreibungen der Liveness von Aufführungen generell, die Repräsentation von außermusikalischen Gehalten und medialen Inhalten durch eine individuelle Ästhetik des Samplings im Besonderen und eine aktive Erinnerungskultur (im Sinne Aleida Assmanns) im Zentrum seiner künstlerischen Intention. Smutny ist mit der musikalischen Postmoderne in Verbindung gebracht worden, wogegen der Komponist stets seine Verortung in der „Medienexplosion der 1990er Jahre“ betont und sich selbst eher spätzeitlich weder im Kontext der Moderne noch der Postmoderne (üblicher Prägung) sieht.

## Werke (Auswahl)
- periplus für ePlayer-Klavier (2016-) (work in progress)
- Æon splinter (2017)
- To third space[s] (2018/19)
- triads - passage du palimpseste (2013)
- Auf den Flügeln des Gesangs (2009)
- Unter dem Firmament (2007)
- Velouria (2005)[6]

## Ehrungen, Stipendien, Auftragswerke (Auswahl)
- 1996–98 Stuttgarter Kompositionspreis, Ensemble Modern Forum, Kompositionspreis der Internationalen Violastiftung Walter Witte
- 2001 Kompositionspreis der Internationalen Biennale für Neue Musik Hannover und des Hilliard-Ensembles, Auftragswerk der Staatsoper Stuttgart
- 2002 Kompositionsstipendien der Kunststiftung Baden-Württemberg und der Heinrich-Strobel-Stiftung des SWR, Busoni-Förderpreis der Akademie der Künste Berlin
- 2003 BMW-Kompositionspreis der „musica viva“, Aufführungen beim Festival „Ultraschall“ des Deutschlandradio Berlin, Jahresstipendium der Heinrich-Strobel-Stiftung des SWR (mit Realisation im Experimentalstudio des SWR Freiburg)
- 2004 Debüt bei den Donaueschinger Musiktagen (Auftragswerk für großes Orchester) und der „musica viva“ („side-eye“ für Orchestergruppen), Finalist der Weimarer Meisterkurse, daraufhin Weimarstipendiat, Stipendiat der Akademie der Künste und der Kulturstiftung des Freistaates Sachsen
- 2005 Stipendiat der Villa-Aurora-Foundation Los Angeles, Auftragswerke der AMI-Group für Los Angeles Philharmonic, des WDR und des Klangforums Wien, Aufführungen bei „ars nova“ (SWR) und den Klangaktionen München
- 2006 Electronic-Debüt „Telehors“ (label normoton), Auftragsproduktion für das Festspielhaus Hellerau
- 2007 Auftragswerke für das SWR-Vokalensemble („Velouria“) und für großes Orchester für die Reihe „musica-viva“ des BR („Unter dem Firmament“)
- 2008 Auftragswerk und künstlerische/szenische Gesamtleitung des Multimedia-Musiktheaters „Sheherazade“ für das Festspielhaus Hellerau
- 2009 Auftragswerk für das MDR-Sinfonieorchester und das Leipziger Gewandhaus, Musiktheater-Preis des Netzwerks Neue Musik Berlin („operare 09“), Stuttgarter Kompositionspreis (zum zweiten Mal zuerkannt)
- 2010 Uraufführungen von Auftragswerken beim Festival „ECLAT“ des SWR und bei der „musica-viva“ des BR
- 2010–12 Künstlerischer Leiter des neu gegründeten Festivals „sinwald“ beim MDR, WERGO Portrait-CD „Edition Zeitgenössische Musik“ des Deutschen Musikrates
- 2011 Kompositionsauftrag der Ernst-von-Siemens Musikstiftung und des Europäischen Zentrums der Künste Hellerau für ein abendfüllendes Musiktheater („Ferne Nähe“: Uraufführung Oktober 2011), Theatermusik zu Thomas Dannemanns Inszenierung des „Guten Mensch von Sezuan“ am Staatstheater Stuttgart
- 2013 Aufführungen in der Laeiszhalle („Azorianische Etüden“), beim Kammerabend der Semperoper Dresden und bei der Darmstädter Frühjahrstagung 2013, Paul-Hindemith-Kompositionspreis des Schleswig-Holstein Musikfestivals und „Grand Prix Tonali“, Kompositionsaufträge u. a. für ein abendfüllendes Werk für das SWR-Vokalensemble und Klavierduo, für die Deutsche Bläserakademie und für eine Kantate mit Orchester für den Thomanerchor
- 2014 Neues Auftragswerk für die Schwetzinger Schlossfestspiele
- 2016 Uraufführung des gesamten Zyklus „12 Lieder einer Liebe“ als Eröffnung des Deutschen Chorfestes und CD-Produktion (SWR) durch das SWR-Vokalensemble und das Piano-Duo Tal & Groethuysen, Ltg. Florian Helgath
- 2019 Nominierung für den Deutschen Musikautorenpreis (Sparte: Vokalmusik)

Smutnys Gesamtwerk ist bei den Internationalen Musikverlagen Hans Sikorski verlegt.